# Mercedes-Benz Trucks
Pour un article plus général, voir Daimler Truck.
 (octobre 2015).
Si vous disposez d'ouvrages ou d'articles de référence ou si vous connaissez des sites web de qualité traitant du thème abordé ici, merci de compléter l'article en donnant les références utiles à sa vérifiabilité et en les liant à la section « Notes et références ».

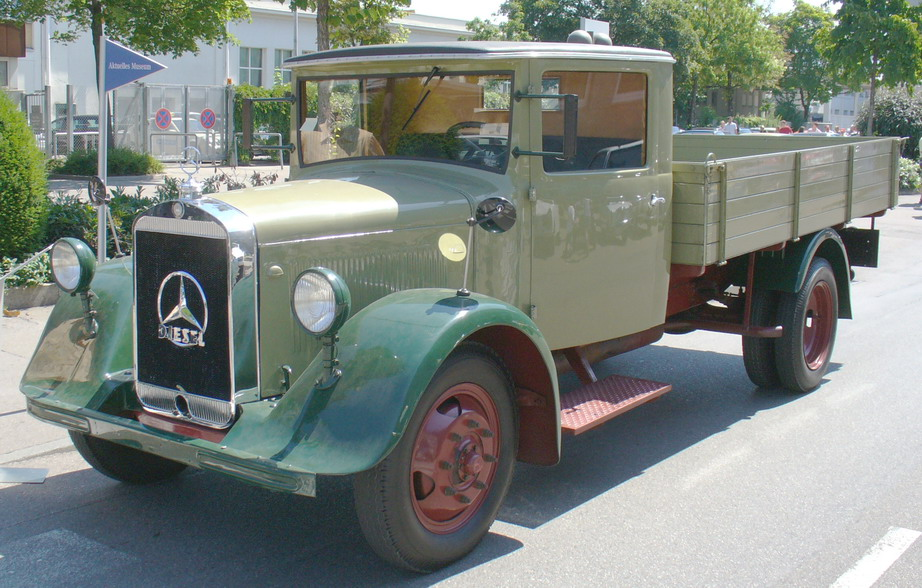
Mercedes-Benz Lo 2000 de 1932 (moteur Diesel)

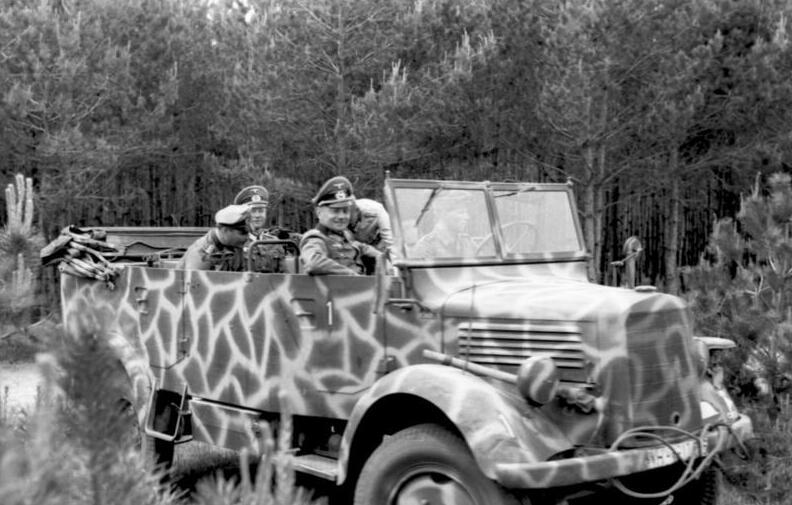
Mercedes-Benz LA 1500 de la Wehrmacht (1943)

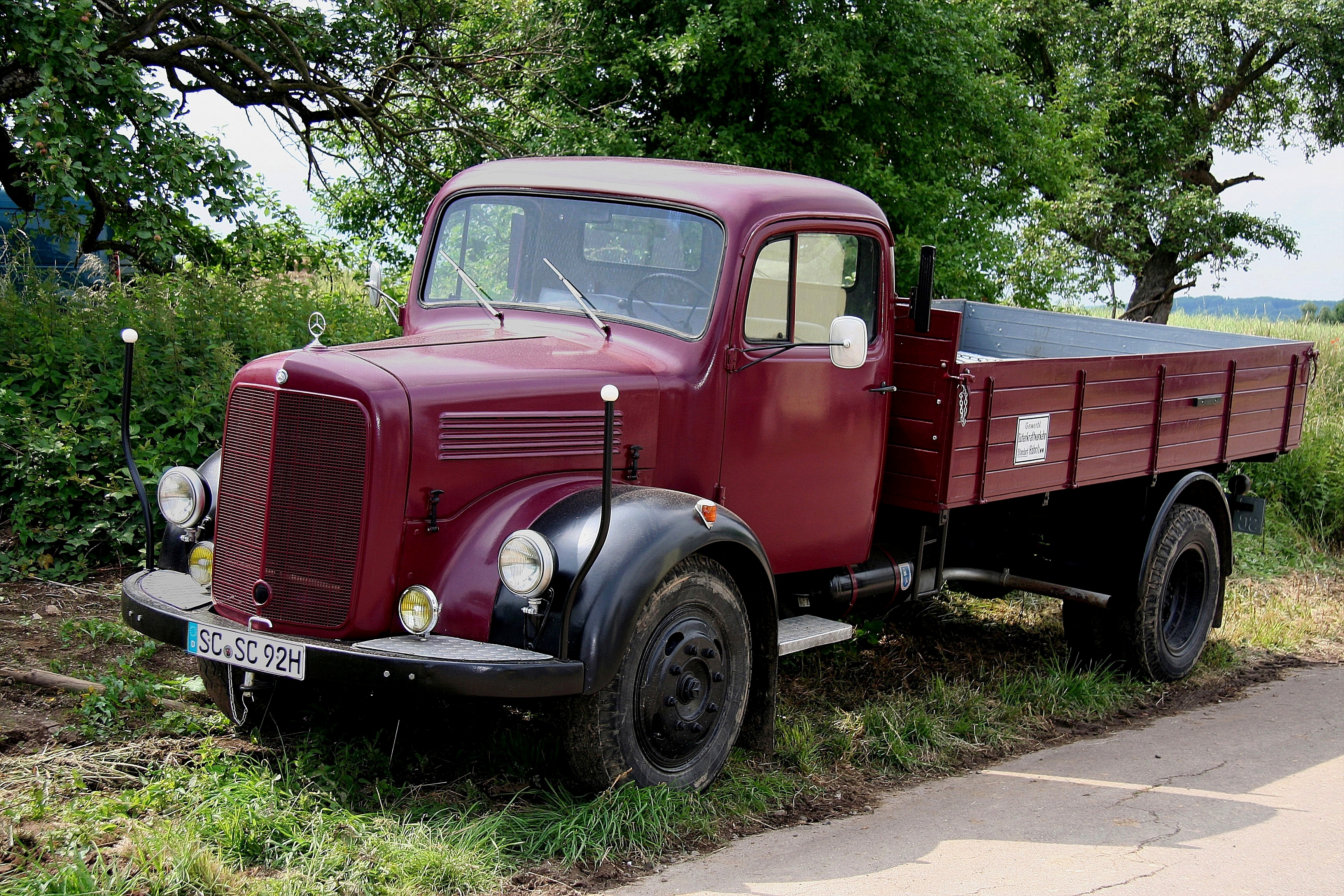
LE „90er-Mercedes“ des années 50, Mercedes-Benz L 3500

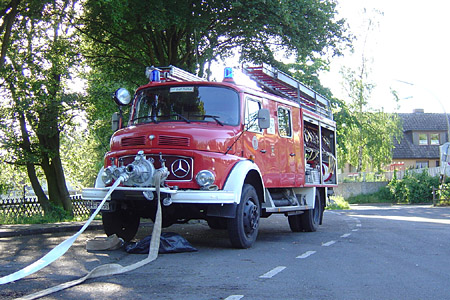
Mercedes-Benz Kurzhauber

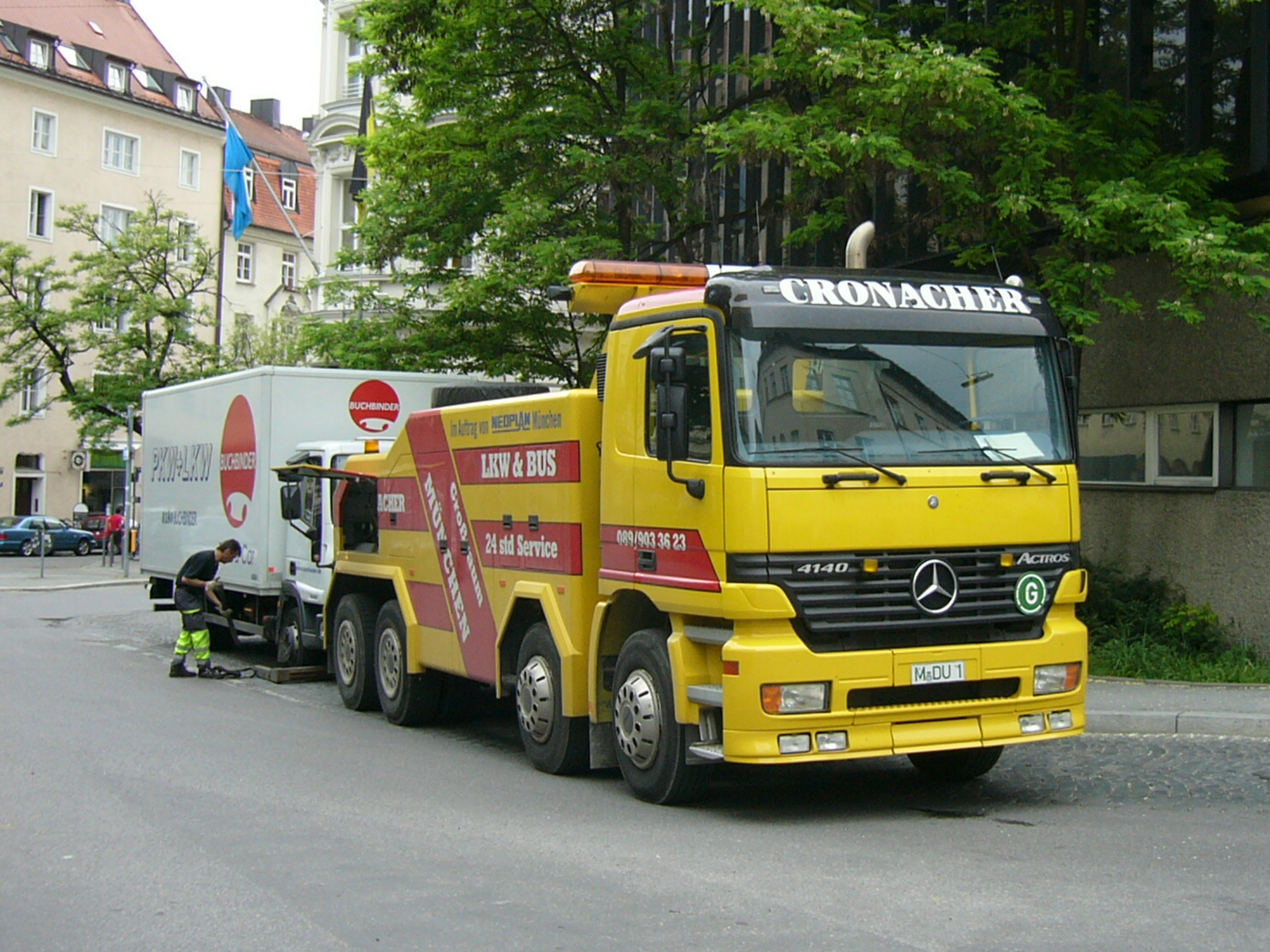
Mercedes-Benz Actros première génération

Mercedes-Benz Trucks est un constructeur de camions et utilitaires du groupe Daimler Truck. La plupart des véhicules font partie des Classes L et LP.

## Les véhicules

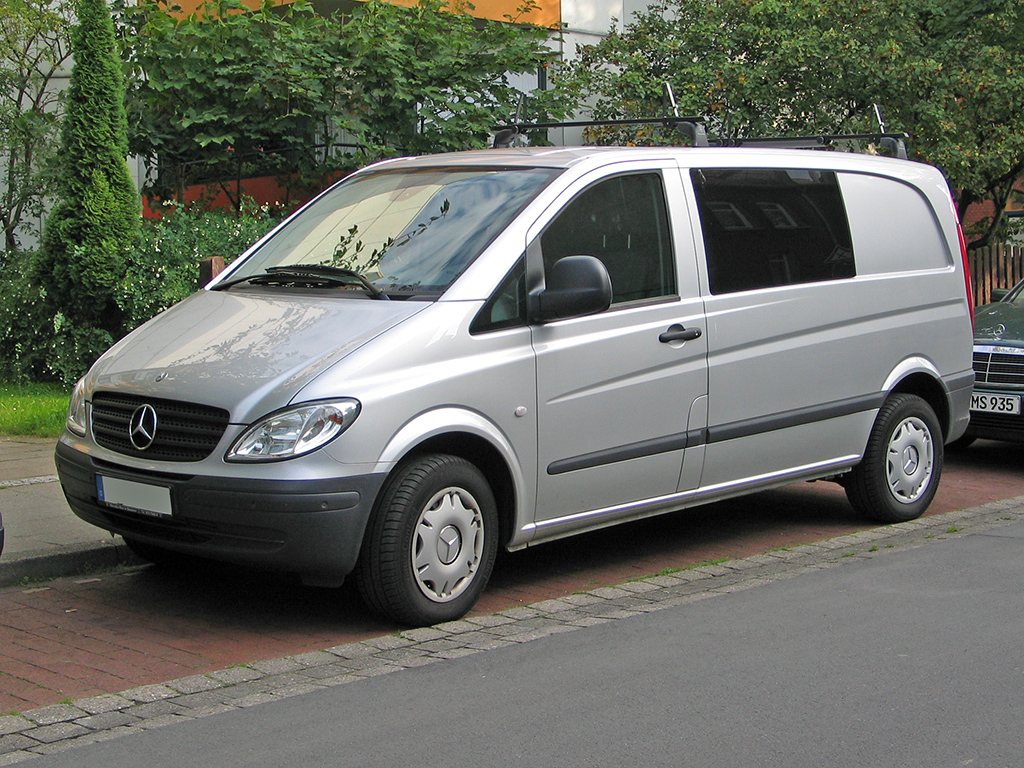
Mercedes Vito

### Les camions

#### Actuels
- Vito
- Sprinter
- Accelo
- Actros
- Antos
- Atego
- Atron
- Unimog
- Viano
- Vario
- Zetros
- Citan
- Econic

#### Anciens
en 1949 :
- L3250
- L3600
- L4500

en 1955 :
- LP315
- LP321
- LP322
- LP323
- LP327
- LP328
- LP333
- LP337
- LPS333

en 1969 :
- LP/LPS1632
- LP/LPS2020
- LP/LPS2032
- LP/LPS2232
- MB Track

en Argentine :
- L 913
- L 914
- L/LS 1112[1]
- LA 1112[2]
- L 710
- L 914 (années 1970)
- LA/LAS 1114[3]
- L/LK/LS 1114[4]
- L/LK 1215
- L/LK 1218
- 1418
- 1420
- L/LK 1514[5]
- L/LS/LK 1517[6]
- L/LS 1521[7]
- LA 1419
- L/LS/LK 1518[8]
- L/LS 1526[9]
- L/LK 1615
- L 1619
- L 1620
- L/LS 1622
- L/LS 1633
- 1715
- 1722

### Utilitaires anciens
- MB100